# Everybody's Free (To Wear Sunscreen)
Everybody's Free (To Wear Sunscreen) anche conosciuto come The Sunscreen Song, è un singolo del regista australiano Baz Luhrmann del 1999, estratto dal suo album Something for Everybody del 1997. Trattasi di un brano interamente parlato in cui il doppiatore Lee Perry recita il testo dell'articolo di Mary Schmich Wear Sunscreen, in cui vengono dati dei consigli per vivere meglio.
Everybody's Free (To Wear Sunscreen) ebbe grande successo e riuscì a entrare in numerose classifiche.

## Composizione e registrazione

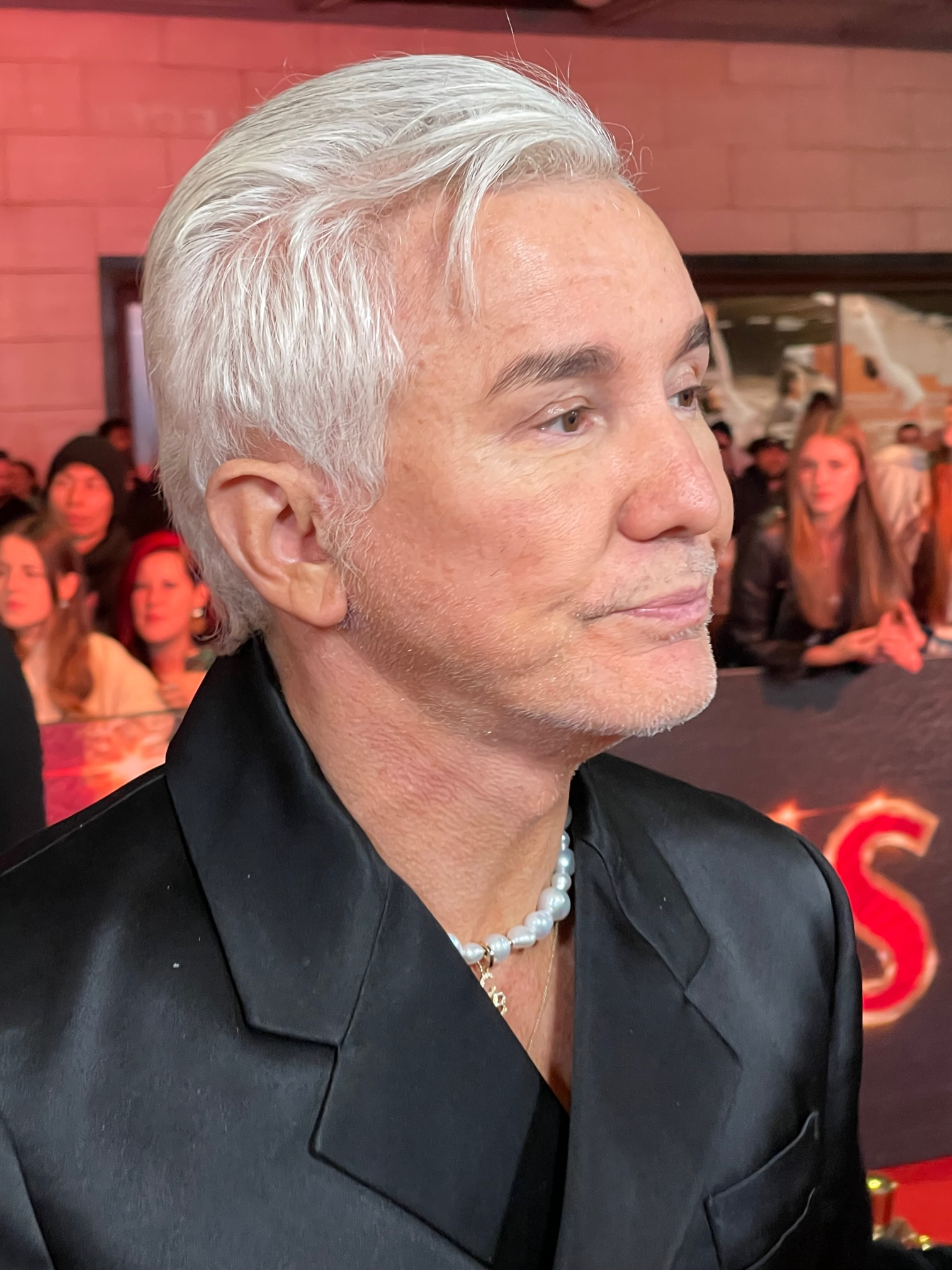
Baz Luhrmann nel 2022

Everybody's Free (To Wear Sunscreen) è una novelty ove il doppiatore Lee Perry narra il testo del noto articolo di Mary Schmich Wear Sunscreen, ove la giornalista da dei consigli per vivere meglio e consiglia a più riprese di mettere la protezione solare. Il suo sottofondo è una versione corale di Everybody's Free (To Feel Good) (1991) di Rozalla, che era stata usata nel film dello stesso Luhrmann Romeo + Giulietta di William Shakespeare.
Nel 1997, mentre Luhrmann, Josh Abrahams e Anton Monsted stavano lavorando al remix di Everybody's Free (To Feel Good), quest'ultimo ricevette una mail con l'articolo che però era stato fatto passare per un discorso di Kurt Vonnegut e decisero di usarlo nella traccia a cui stavano lavorando. Mentre tentavano di contattare l'agente di Vonnegut, scoprirono che Schmich era la vera autrice del testo. Dopo averle chiesto il permesso tramite posta elettronica, ebbero il suo consenso e registrarono la canzone il giorno dopo.

## Pubblicazione
Everybody's Free (To Wear Sunscreen) uscì nell'album di Baz Luhrmann Something for Everybody, pubblicato per la prima volta in Australia alla fine del 1997. L'aprile del 1998, un'emittente radiofonica di Portland, in Oregon, iniziò a trasmettere una versione della traccia abbreviata a 5 minuti, contribuendo a farla conoscere in più territori degli USA. Il singolo Everybody's Free (To Wear Sunscreen) venne pubblicato nel 1999. Del brano sono stati realizzati dei remix.

## Accoglienza
Secondo un'affermazione del Daily Record, «il singolo di Luhrmann è il più grande successo parlato da quando J. J. Barrie raggiunse la vetta delle classifiche con No Charge nel 1976. (Anche in questo caso), il testo è nato da un articolo di giornale.» Stando a James Oldham di NME, «a meno che tu non sia stato in vacanza su Giove negli ultimi due mesi, questo disco, rilevante e potenzialmente nauseante, si sarà ormai fatto strada nel tuo subconscio più profondo. (...) Il capolavoro postmoderno di Luhrmann è una presa per il culo e un massaggio cerebrale lenitivo per l'anima allo stesso tempo. È davvero geniale: una pietra miliare di pop fai-da-te per la fine del decennio dominato dal concetto di auto-aiuto. Compra questo disco. Tra vent'anni, in modi che oggi non puoi nemmeno immaginare, sarai felice di averlo fatto.»
La canzone entrò ai primi posti delle classifiche in tutta Europa, occupando la posizione numero 1 in Irlanda e Regno Unito. Nel Nord America, oltre a inserirsi nelle classifiche della statunitense Billboard, occupò la posizione numero 11 della RPM Top Singles del Canada e la prima posizione della RPM Adult Contemporary dello stesso paese.

## Cover
Nel dicembre 1997, John Safran pubblicò una canzone intitolata Not the Sunscreen Song che raggiunse la posizione numero 20 in Australia. Esistono anche delle versioni del brano in altre lingue: in Germania uscì una versione della tracia recitata in tedesco dall'attore Dieter Brandecker e intitolata Sonnencreme; la versione in portoghese Filtro solar, narrata dal giornalista e presentatore brasiliano Pedro Bial, venne edita nel 2003 ed ebbe successo l'anno successivo; un adattamento della canzone intitolato דברים שכדאי לדעת, venne registrato e pubblicato per il canale israeliano Children's nel 2004 da Avri Gilad, Rinat Gabay e MC Shiri.